# Justus Herrenberger

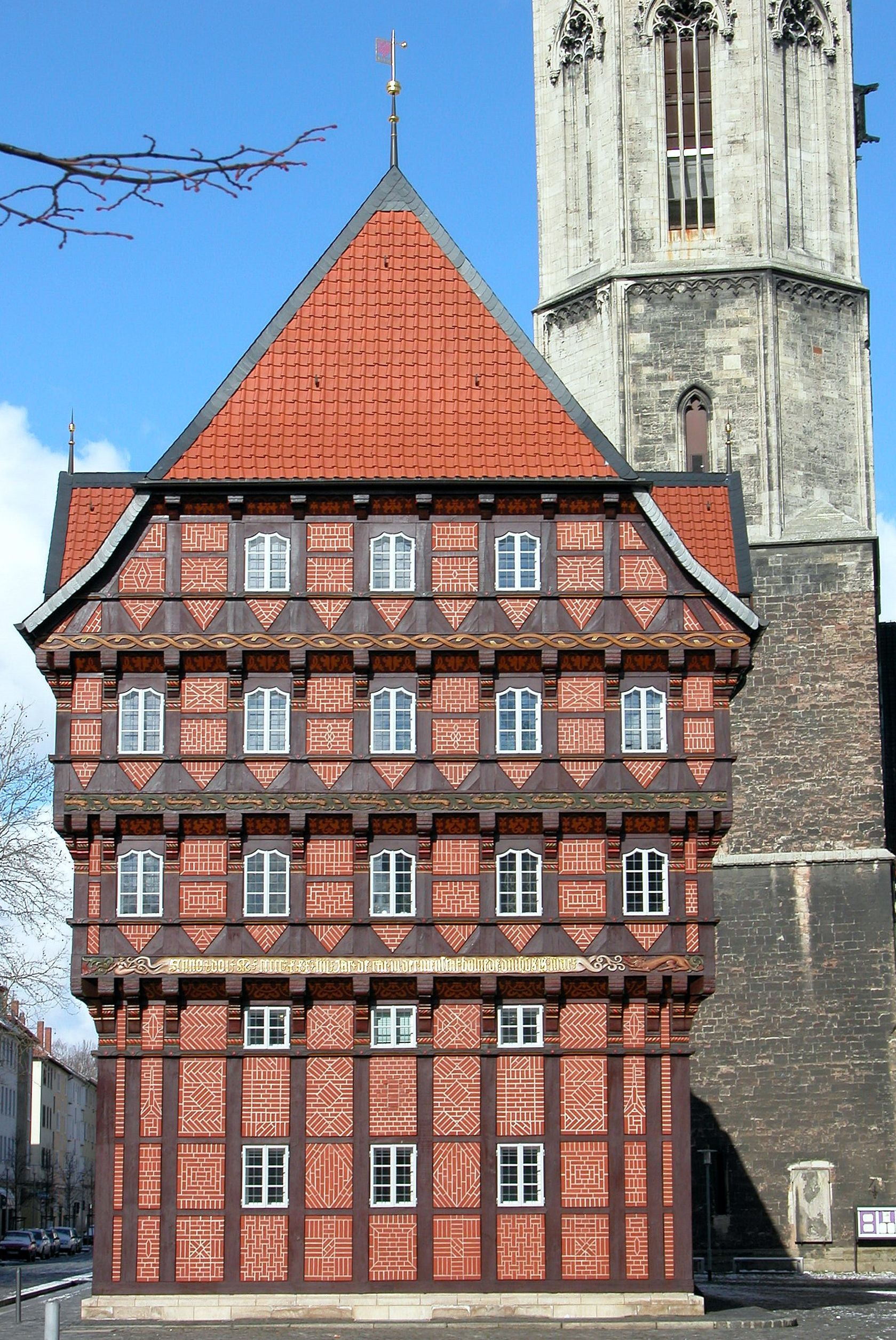
Die rekonstruierte Alte Waage in Braunschweig (Aufnahme 2004)

Justus Herrenberger (* 27. Mai 1920 in Neu-Ulm; † 18. Oktober 2014 in Groß Glienicke, Potsdam) war ein deutscher Architekt und Hochschullehrer.

## Leben

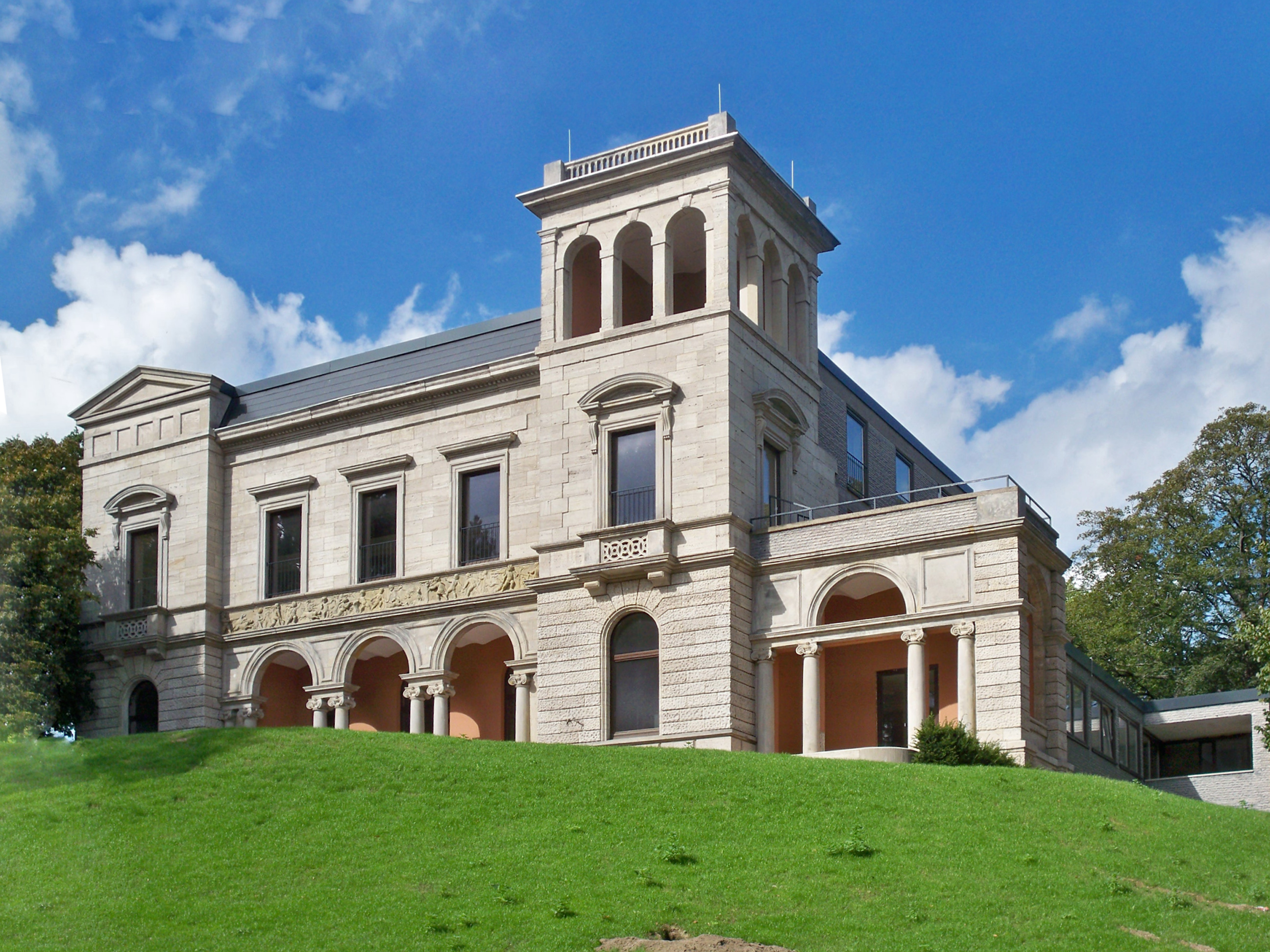
Villa Löbbecke, Braunschweig

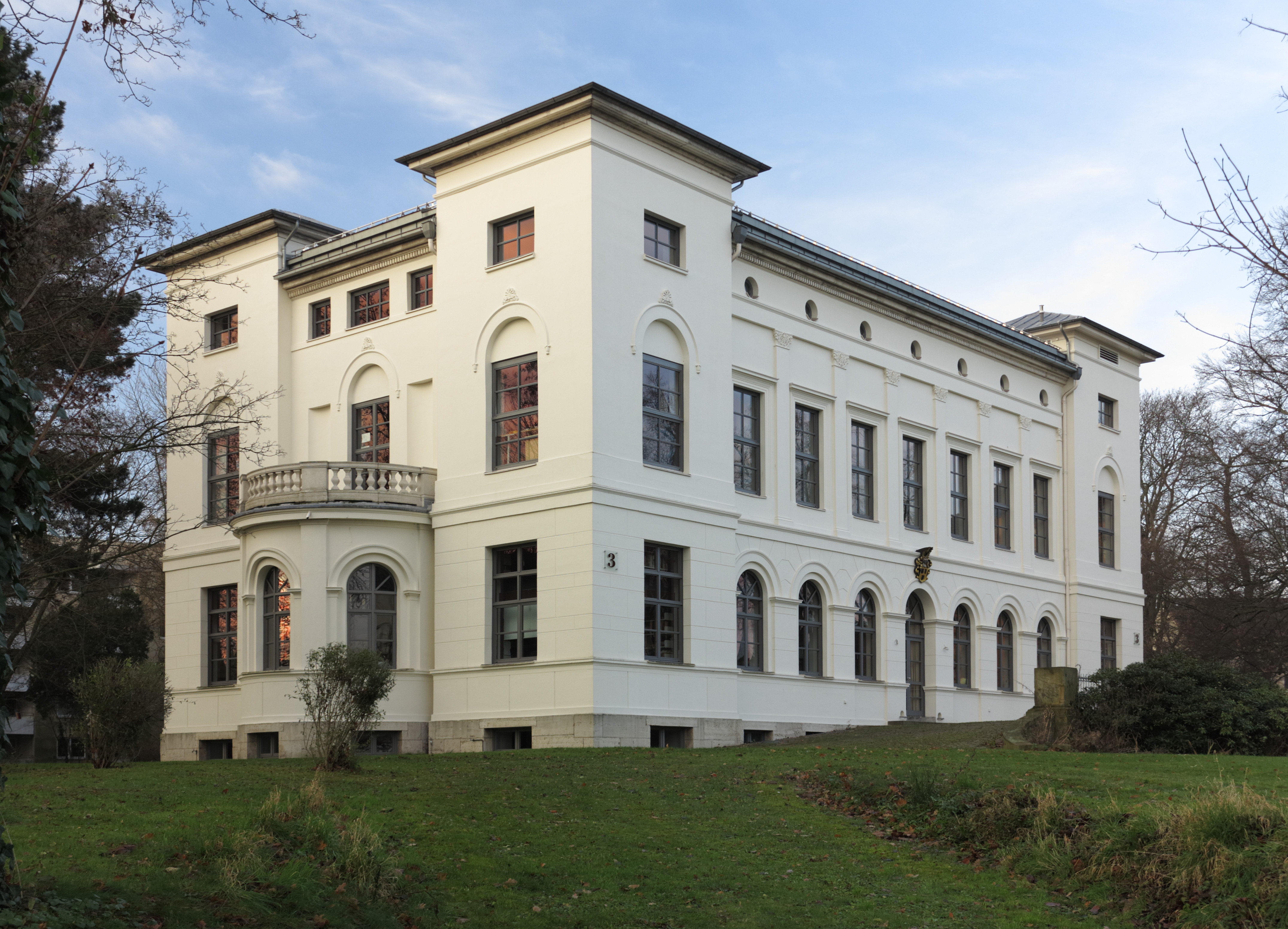
Villa von Bülow, Braunschweig

Nach dem Abitur in Blankenburg (Harz) studierte Justus Herrenberger mit einer kriegsbedingten Unterbrechung (1940–1945) zwischen 1939 und 1947 Architektur an der Technischen Hochschule Braunschweig. Während seines Studiums wurde er 1939 Mitglied der Braunschweiger Burschenschaft Alemannia.  Von 1948 bis 1953 war Herrenberger Assistent der Professoren Daniel Thulesius und Friedrich Wilhelm Kraemer an der TH Braunschweig. 1953 erhielt Herrenberger einen Lehrauftrag für Grundlehre und promovierte 1954 mit der Arbeit Der architektonische Raum bei Professor Kraemer. Zwischen 1954 und 1956 war Herrenberger als Lehrer für Innenarchitektur an der Werkkunstschule Braunschweig tätig und erhielt 1956 einen Lehrauftrag für die Einführung in die Baukonstruktion an der TH Braunschweig. 1959 wurde Herrenberger zum Professor des Lehrstuhls für Baukonstruktion an der TH Braunschweig berufen.  In dieser Funktion vermittelte er seinen Studenten bis zu seiner Emeritierung im Jahr 1985 im Bereich der Grundlehre entwerferische und baukonstrukive Kenntnisse. Dabei konkurrierte er nicht mit den Entwurfslehrstühlen der Braunschweiger Schule, sondern legte Wert auf die Vermittlung historischer Bauweisen und traditioneller handwerklicher Konstruktionen.
Seit 1948 führte Justus Herrenberger gemeinsam mit seiner Frau Helga (geb. Wippermann) ein Architekturbüro in Braunschweig. Aus dieser Zeit stammen das Gemeindehaus der Evangelisch-lutherischen Kirchengemeinde an der Katharinenkirche, ein schlichter Ziegelbau mit dem daran angebauten großen Saal, der 1962 in Betrieb genommen wurde und der Erweiterungsbau der Öffentlichen Bücherei zwischen der Langen Straße und „Hintern Brüdern“ (1959–60), der trotz Gegenwehr im Zusammenhang mit dem Umzug ins „ECE-Residenzschloss“ im Schlosspark im Jahr 2007 für das Medienhaus der Braunschweiger Zeitung abgerissen wurde. Anfang der 1970er Jahre erhielt er den Auftrag für das Studentenwohnheim und das Clubhaus „An der Schunter“ in Braunschweig-Bienrode. 1976 gründete er eine Architektengemeinschaft mit Jörn Miehe, zu der später Karl-Heinz Paris hinzukam.
Im schwer zerstörten Nachkriegs-Braunschweig war Herrenberger an dessen Wiederaufbau beteiligt. Er sorgte auch dafür, dass die schwer beschädigte Villa Löbbecke, 1881 von Constantin Uhde am Inselwall erbaut, sowie die unweit dieser an der Celler Straße gelegene Villa von Bülow instand gesetzt und nicht abgerissen wurden. Die Villa Löbbecke wurde damals zunächst Gästehaus der TH, später der TU Braunschweig, die Villa Bülow ist heute Sitz des Georg-Eckert-Instituts für internationale Schulbuchforschung.
Bereits in den frühen 1970er Jahren setzte sich Herrenberger für die Erhaltung und Restaurierung der wenigen von Kriegszerstörungen verschont gebliebenen Fachwerkbauten ein. So plante er ab 1970 die Restaurierung der sogenannten Russischen Botschaft, einem historischen Fachwerkhaus in der Braunschweiger Altstadt, das bis 1973 zum ersten Wohnheim für studentische Ehepaare umgebaut wurde. Ab 1976 plante Herrenberger mit seiner Architektengemeinschaft die Restaurierung und Rekonstruktion des Fachwerkensembles Michaelishof zwischen Güldenstraße und Echternstraße in der Braunschweiger Altstadt, das zwischen 1978 und 1984 als Studentenwohnanlage mit 165 Wohneinheiten (Einzelzimmer sowie Einzel- und Doppel-Appartements) in acht Fachwerkhäusern errichtet wurde.
Von 1991 bis 1994 arbeitete Herrenberger zusammen mit seinen Kollegen Jörn Miehe und Karl-Heinz Paris an der originalgetreuen Rekonstruktion der im Zweiten Weltkrieg vollständig zerstörten Alten Waage, die ihm als "Kopie" Kritik („Disneyland“) von seinen Professorenkollegen einbrachte...Herrenberger erinnert sich genüsslich daran, dass Friedrich Wilhelm Kraemer, dessen Assistent er einst war, kurz nach 1945, als Oberbaurat von Braunschweig, anstelle der Alten Waage einen "scheußlichen Betonbau mit Flachdach" errichten wollte. Außerdem leitete er den Wiederaufbau des Hoffmann-von-Fallersleben-Hauses in Wolfsburg-Fallersleben.
Seit 1980 war er ordentliches Mitglied der Braunschweigischen Wissenschaftlichen Gesellschaft.
Der Illustrator und Zeichner Marcus Herrenberger ist sein Sohn.

## Schriften
- Der architektonische Raum. Dissertation, Technische Hochschule Braunschweig, Braunschweig 1954. OCLC 250826962
- Ausbau der ehemaligen „Villa Löbbecke“ als Gästehaus der Technischen Universität Braunschweig 1967–1969. Braunschweig 1969. OCLC 248872122
- mit Reinhard Hesse, Friedrich Theodor Kohl, Elisabeth Sander: Villa von Bülow. Vorschlag für den Ausbau der Villa von Bülow als Gästehaus der Braunschweiger Industrie und Wirtschaft. Braunschweig 1971. OCLC 254904781
- mit Alfred Kuhlkenkamp, Karl Heinz Loschke: Das erste Wohnheim für Studentenehepaare und die Geschichte des Gebäudes. (= Beiträge zur Geschichte der Carolo-Wilhelmina, Band 6.) Braunschweigischer Hochschulbund, Braunschweig 1978. OCLC 722115987
- mit Jörn Miehe: Der Wiederaufbau des Hoffmannhauses in Fallersleben. WEKA-Verlag, Kissing 1984. OCLC 258528479
- Die Baustelle „Alte Waage“ in Braunschweig. In: Jahrbuch 1992 der Braunschweigischen Wissenschaftlichen Gesellschaft. S. 29–36. pdf
- Alte Waage. Festschrift zur Eröffnung am 16. und 17. April 1994. Meyer, Braunschweig 1994, ISBN 3-926701-21-8.